# Knights of Badassdom
Knights of Badassdom è un film del 2013 diretto da Joe Lynch.

## Trama
Per distrarsi dalla recente rottura con la fidanzata, il cantante heavy metal Joe si fa convincere dai suoi amici a partecipare ad un raduno di giocatori di ruolo dal vivo. Ma durante la "battaglia" il gruppo evoca accidentalmente una sanguinosa succube. Con in dotazione solo armi finte, il gruppo unisce le forze con altri giocatori di LARP per sconfiggere la creatura maligna che hanno liberato.

## Produzione
Il film è stato girato nel luglio 2010 a Spokane, Washington.

## Distribuzione
Il primo trailer del film è stato presentato in anteprima al Comic-Con 2011. L'uscita nelle sale cinematografiche statunitensi era prevista nel corso del 2012, ma la pellicola ha avuto diversi problemi di distribuzione. La pellicola è stata proiettata nel marzo 2013 a Los Angeles a dei potenziali acquirenti, in una versione totalmente rimaneggiata, diversa da quella presentata al Comic-Con del 2011.
Nel dicembre 2013 viene annunciato che la pellicola uscirà nelle sale cinematografiche statunitensi a partire dal 21 gennaio 2014 e dall'11 febbraio sarà in vendita sul video on demand.